# 王松年 (教授)
王松年（1930年—），原籍浙江绍兴，生于上海。中华人民共和国政治人物。

## 生平
1951年，毕业于上海财经学院会计系。1955年，赴中国人民大学工业会计方向研究生，1956年，晋升为讲师。1979年，任南斯拉夫卢布尔雅那大学经济学院和联合国公营企业国际中心进修、工作。1986年，晋升为教授。担任上海财经大学副校长、教授。

## 著作
著有《中华人民共和国会计和审计》。